# König (Familienname)
König oder Koenig ist ein deutscher Familienname.

## Namensträger

### A
- Adolf König (Politiker) (1850–1900), deutscher Mediziner und Politiker
- Adolf König (Pädagoge) (1880–1967), Pädagoge und Sammler des Liedguts der Deutschen in Nordböhmen
- Adolf Koenig (Chemiker) (1881–1964), deutscher Chemiker
- Adolf König (Landtechniker) (1904–1991), deutscher Landtechniker
- Adolf König (Geigenbauer) (1908–2000), Schweizer Geigenbauer
- Adrian König-Rannenberg (* 1993), deutsch-peruanischer Leichtathlet
- Adrianus Antonie Henri Willem König (1867–1944), niederländischer Wasserbauingenieur und Politiker, Wasserbauminister
- Albert König (Optiker) (1871–1946), deutscher Optiker
- Albert König (Politiker, 1874) (1874–1935), deutscher Politiker
- Albert König (Maler) (1881–1944), deutscher Maler
- Alexander Koenig (1858–1940), deutscher Zoologe
- Alexander König (Fabrikant) (1873–1928), deutscher Fabrikant und Mäzen
- Alexander König (Politiker) (* 1961), deutscher Politiker (CSU), MdL Bayern
- Alexander König (Eiskunstläufer) (* 1966), deutscher Eiskunstläufer
- Alexander König (Künstler) (* 1976), deutscher Künstler, Maler
- Alexander König (Unternehmer), deutscher Ingenieur, Wissenschaftler und Unternehmer
- Alfred König (Bildhauer) (1871–1940), deutscher Bildhauer
- Alfred König (1913–1987), österreichischer Sprinter
- Alfred Latham-Koenig (1919–2008), britischer Wirtschaftswissenschaftler
- Ali Wunsch-König (1927–2008), deutsche Schauspielerin, Gründerin und Leiterin einer Schauspielschule
- Alissa König (* 1996), Schweizer Triathletin
- Alma Johanna Koenig (1887–1942), österreichische Lyrikerin
- Andreas König (Kameramann), deutscher Kameramann
- Andreas König (Publizist) (* 1958), österreichischer Publizist
- Andreas König (Kinderbuchautor) (* 1974), deutscher Kinderbuchautor
- Andreas König (Wirtschaftswissenschaftler) (* 1974), deutscher Wirtschaftswissenschaftler
- Andrew Koenig (1968–2010), US-amerikanischer Schauspieler, Filmeditor, Drehbuchautor und Regisseur
- Anna von König (geb. von Hansemann; 1897–1992), deutsche Malerin, Ehefrau von Leo von König
- Anna König (* 1980), deutsche Schauspielerin und Sprecherin
- Anna König Jerlmyr (* 1978), schwedische Politikerin
- Anna Leonore König (1771–1854), schwedische Sängerin
- Anne König (Bildungswissenschaftlerin) (* 1959), deutsche Ingenieurin und Bildungswissenschaftlerin
- Anne König (* 1984), deutsche Politikerin (CDU), MdB
- Annemarie König (* 1980), österreichische Sängerin, Gitarristin und Komponistin
- Anselm König (* 1957), deutscher Komponist
- Anton König (Architekt), deutscher Architekt
- Anton König (Ringer), deutscher Ringer
- Anton Balthasar König (Kupferstecher) (1693–1773), deutscher Kupferstecher
- Anton Balthasar König (1753–1814), deutscher Historiker
- Anton Friedrich König (Maler) (1722–1787), deutscher Maler
- Anton Friedrich König (Medailleur) (1756–1838), deutscher Medailleur, Bildhauer und Kupferstecher
- Arthur König (Theologe) (1843–1921), deutscher römisch-katholischer Theologe
- Arthur König (Physiker) (1856–1901), deutscher Physiker
- Arthur König (Oberlandforstmeister) (1859–1945), preußischer Oberlandforstmeister
- Arthur König (Politiker, 1876) (1876–nach 1947), deutscher Politiker (SPD, SED)
- Arthur König (Maler) (1882–1910), Schweizer Maler
- Arthur König (Astronom) (1896–1969), deutscher Astronom
- Arthur König (Politiker, 1950) (* 1950), deutscher Politiker (CDU)
- Artur Koenig (Theologe) (1843–1921), deutscher Theologe und Hochschullehrer
- Artur Koenig (Politiker) (1884–1945), deutscher Politiker (KPD)
- August König (1844–1913), deutscher Mineraloge, Metallurge und Hochschullehrer

### B
- Balthasar König (1684–1756), deutscher Orgelbauer
- Barbara König (Schriftstellerin) (1925–2011), deutsche Schriftstellerin
- Barbara König (Biologin) (* 1955), deutsche Biologin
- Barbara König (Übersetzerin) (* 1967/1968), deutsche Literaturübersetzerin, Lektorin und Verlegerin
- Barbara König (Politikerin) (* 1969), deutsche Politikerin (SPD)
- Barbara König (Informatikerin), deutsche Informatikerin und Hochschullehrerin
- Benedikt König (1842–1906), deutscher Bildhauer, Gießer und Modelleur
- Benno König (1885–1912), deutscher Luftfahrtpionier
- Benthe König (* 1998), niederländische Kugelstoßerin
- Bernd König (* 1967), deutscher Ingenieur und Chemiker
- Bernhard König (Politiker, 1847) (1847–1926), deutscher Apotheker und Parlamentarier
- Bernhard König (Politiker, 1914) (1914–2011), Schweizer Politiker (SD)
- Bernhard König (Romanist) (1932–2024), deutscher Romanist und Hochschullehrer
- Bernhard König (Rechtswissenschaftler) (* 1948), österreichischer Rechtswissenschaftler und Hochschullehrer
- Bernhard König (Komponist) (* 1967), deutscher Komponist
- Berthold König (1875–1954), österreichischer Politiker
- Bettina König (* 1978), deutsche Politikerin (SPD)
- Bianka Minte-König (* 1947), deutsche Schriftstellerin
- Bruno Emil König (1833–1902), deutscher Sachbuchschriftsteller
- Burkhard König (Politiker) (* 1961), deutscher Politiker (CDU)
- Burkhard König (Chemiker) (* 1963), deutscher Chemiker und Hochschullehrer

### C
- Carl Koenig (Gutsbesitzer) († 1927), deutscher Gutsbesitzer, siehe Gut Böckel
- Carl König (Unternehmer) (1880–1966), deutscher Rückversicherungsunternehmer
- Carl Koenig (Politiker), deutscher Unternehmer und Politiker (DVP), MdL Sachsen, siehe Liste der Mitglieder des Sächsischen Landtags in der Weimarer Republik (3. Wahlperiode)
- Carlo König (1900–1970), Schweizer Maler, Grafiker und Mosaizist
- Carmen König-Rothemund (* 1948), deutsche Politikerin (SPD), MdL
- Caroline König (1793–1823), Schweizer Malerin
- Caspar König (1675–1765), deutscher Orgelbauer
- Charles König (1774–1851), deutsch-britischer Naturforscher
- Christa König (Schriftstellerin) (* 1924), deutsche Kinder- und Jugendbuchautorin
- Christa König (* 1962), deutsche Afrikanistin
- Christian König (Jurist) (auch Kristian König; 1678–1762), schwedischer Jurist und Richter
- Christian König (Fußballspieler) (* 1960), österreichischer Fußballspieler
- Christian Koenig (Rechtswissenschaftler) (* 1961), deutscher Rechtswissenschaftler und Hochschullehrer
- Christian König (Sänger), deutscher Schlagersänger
- Christian König (Schauspieler), deutscher Schauspieler
- Christian Gottlieb König (1711–1782), deutscher Prediger
- Christian Ludwig König (1717–1789), deutscher Orgelbauer
- Christiane König (1932–2024), deutsche Schauspielerin
- Christoph König (Politiker) (1882–1944), deutscher Politiker (SPD), MdL Preußen
- Christoph König (Germanist) (* 1956), deutscher Literaturwissenschaftler und Wissenschaftstheoretiker
- Christoph König (Bürgermeister)  (* 1966), Bürgermeister von Kronberg im Taunus
- Christoph König (Dirigent) (* 1968), deutscher Dirigent
- Christoph König (Eishockeyspieler) (* 1979), österreichischer Eishockeyspieler
- Christoph Gotthelf König (1765–1832), deutscher Pädagoge
- Cindy König (* 1993), deutsche Fußballspielerin
- Claës König (1885–1961), schwedischer Springreiter
- Claus König (* 1933), deutscher Zoologe
- Claus-Dieter König, deutscher Politikwissenschaftler und Politiker (Die Linke)
- Coco König (* um 1996), österreichisch-ungarische Schauspielerin
- Cristin König (* 1965), deutsche Schauspielerin

### D
- Dagmar König (* 1955), deutsche Gewerkschafterin und Politikerin (CDU)
- Dani Koenig (* 1965), Schweizer DJ und Musikproduzent
- Dania König (* 1978), deutsche Musikerin, Songwriterin und Sängerin
- Daniel König (* 1976), deutscher Historiker
- Daniela D. König (* 1978), deutsche Schauspielerin
- David Koenig (* 1974), deutscher Fotokünstler
- Dénes Kőnig (1884–1944), ungarischer Mathematiker
- Detlef König (1938–1981), deutscher Rechtswissenschaftler und Hochschullehrer
- Diana König (* 1987), deutsche Schauspielerin, Moderatorin und Schönheitskönigin
- Dieter König (Motorbootsportler) (1931–1991), deutscher Motorbootrennsportler und Motorenhersteller
- Dieter König (Autor) (* 1946), deutscher Schriftsteller, Journalist, Herausgeber und Verleger
- Dietmar König (* 1969), deutscher Schauspieler
- Dietrich König (1909–1994), deutscher Biologe und Erforscher des Wattenmeers
- Dominik Freiherr von König, deutscher Kulturfunktionär
- Dominique König-Lüdin (* 1957), Schweizer Politikerin
- Dorette König (* 1964), deutsche Managerin und Staatssekretärin
- Doris König (* 1957), deutsche Juristin

### E
- Eberhard König (Schriftsteller) (1871–1949), deutscher Schriftsteller und Dramaturg
- Eberhard König (Trainer), deutscher Leichtathletiktrainer
- Eberhard König (Kunsthistoriker) (* 1947), deutscher Kunsthistoriker und Hochschullehrer
- Eckard König (* 1944), deutscher Erziehungswissenschaftler und Hochschullehrer
- Edda Köchl-König (1942–2015), deutsche Schauspielerin und Illustratorin
- Edmund König (1858–1939), deutscher Pädagoge, Kommunalpolitiker und Philosoph
- Eduard König (1846–1936), deutscher protestantischer Theologe, Bibelwissenschafter und Sprachwissenschafter
- Ekkehard König (* 1941), deutscher Anglist
- Elfi König (1905–1991), österreichische Operettensängerin und Schauspielerin
- Elke König (Ökonomin) (* 1954), deutsche Wirtschaftswissenschaftlerin
- Elke König (Pädagogin) (* 1956), deutsche Pädagogin und Kirchenfunktionärin
- Emanuel König (1658–1731), Schweizer Physiker und Mediziner
- Emil König (Musiker) (1864–1939), deutscher Violinist
- Emil König (1899–1943), österreichischer Straßenbahnwerkstättenarbeiter und Widerstandskämpfer gegen den Nationalsozialismus
- Engelbert König (1884–1951), österreichischer Fußballspieler und -trainer
- Erhard König (1900–1966), deutscher Politiker (KPD/SED)
- Erich König (1881–1940), deutscher Historiker
- Erich König, Pseudonym von Edith Rosenstrauch-Königsberg (1921–2003), österreichische Journalistin und Literaturwissenschaftlerin
- Erinna König (1947–2021), deutsche Malerin
- Ernst König (Chemiker) (1869–1924), deutscher Chemiker
- Ernst König (Widerstandskämpfer) (1898–1945), deutscher Widerstandskämpfer
- Ernst König (General) (1908–1986), deutscher Generalmajor
- Ernst König (Eishockeyspieler) (* 1959), deutscher Eishockeyspieler
- Ernst-August König (1919–1991), deutscher SS-Rottenführer
- Eugen König (1896–1985), deutscher General im Zweiten Weltkrieg
- Eva König (1736–1778), deutsche Ehefrau von Gotthold Ephraim Lessing
- Evelin König (* 1966), deutsche Fernsehmoderatorin und Journalistin
- Ewald König  (Autor) (1891–1970), deutscher Autor
- Ewald König (Journalist) (* 1954), österreichischer Journalist
- Ewald König (Politiker) (* 1968), österreichischer Politiker
- Ewald August König (1833–1888), deutscher Schriftsteller
- Ezra Koenig (* 1984), US-amerikanischer Sänger, siehe Vampire Weekend

### F
- Felix König (* 1990), deutscher Handballspieler
- Florian König (* 1967), deutscher Moderator und Sportreporter
- Frank König (1874–1959), belgischer Fußballspieler und -trainer
- Franz König (Orgelbauer) (1717–1791), deutscher Orgelbauer
- Franz König (Mediziner) (1832–1910), deutscher Chirurg und Hochschullehrer
- Franz König (1905–2004), österreichischer Geistlicher, Erzbischof von Wien und Kardinal
- Franz König-Hollerwöger (1914–1995), österreichischer Baumeister/Architekt, Maler, Keramiker, Kunstexperte und - sammler
- Franz M. König (* 1982), deutscher Rennrodler
- Franz Niklaus König (1765–1832), Schweizer Maler
- Franz Peter König (1594–1647), Freiburger Söldnerführer, Baron von Billens, Schultheiss von Freiburg i. Üe.
- Franz Xaver König (um 1711–1782), Salzburger Rokokomaler
- Franziska König (* 1990), deutsche Tennisspielerin
- Friedhelm König (1931–2020), deutscher Schriftsteller
- Friedrich von König (Amtmann) (1750–1816), deutscher Amtmann
- Friedrich Koenig (1774–1833), deutscher Buchdrucker, Erfinder und Unternehmer
- Friedrich König (Glockengießer), rumänischer Glockengießer
- Friedrich von Koenig (Unternehmer) (1829–1924), deutscher Erfinder und Unternehmer
- Friedrich König (Politiker, I), deutscher Politiker, MdL Bayern
- Friedrich König (Präses) (1835–1914), deutscher Geistlicher und Präses
- Friedrich König (Architekt) (1842–1906), österreichischer Architekt
- Friedrich König (Politiker, 1857) (1857–1935), deutscher Politiker (NLP, DDP)
- Friedrich König (Maler) (1857–1941), österreichischer Maler
- Friedrich König (Historiker) (1883–1956), deutscher Historiker
- Friedrich König (Agrarwissenschaftler) (1901–1961), deutscher Agrarwissenschaftler
- Friedrich König (Kriegsverbrecher) († 1946)
- Friedrich König (Politiker, 1933) (1933–2022), österreichischer Politiker (ÖVP)
- Friedrich Biegler-König (* 1954), deutscher Informatiker und Hochschullehrer
- Friedrich Anton König (1794–1844), deutscher Medailleur
- Friedrich Karl von Koenig-Warthausen (1906–1986), deutscher Pilot
- Friedrich Wilhelm König (1897–1972), österreichischer Orientalist
- Fritz König (Politiker) (1849–1928), deutscher Politiker und Berliner Original
- Fritz König (Mediziner, 1851) (1851–1927), Schweizer Mediziner und Prähistoriker
- Fritz König (Mediziner, 1866) (1866–1952), deutscher Chirurg und Hochschullehrer
- Fritz König (Medailleur) (1866–??), deutscher Medailleur
- Fritz König (Mediziner, 1900) (1900–1978), Schweizer Arzt und Verbandsfunktionär
- Fritz König (Agraringenieur) (1921–1982), Schweizer Agraringenieur und Direktor des Schweizerischen Landwirtschaftlichen Technikums
- Fritz König (Entomologe) (1922–2012), österreichischer Insektenforscher und Schmetterlingskundler
- Fritz Koenig (1924–2017), deutscher Bildhauer
- Fritz König-Römer (1860–1927), Schweizer Ingenieur
- Fritz Schmidt-König (1906–1983), deutscher evangelischer Theologe, Autor, Dichter und Herausgeber

### G
- Gabriela König (* 1952), deutsche Politikerin (FDP)
- Gaby König-Vialkowitsch (* 1971), deutsche Fußballspielerin
- Gaspard Koenig (* 1982), französischer Essayist, Schriftsteller und Philosoph
- Gebhard König (* 1950), österreichischer Bibliothekar und Buchautor
- Georg König (Theologe) (1590–1654), deutscher Theologe
- Georg König (1664–1736), Schweizer Reiseschriftsteller, siehe Johann Georg König
- Georg König (Politiker, 1861) (1861–1938), deutscher Politiker, MdPL Hannover
- Georg König (Politiker, 1873) (1873–1934), deutscher Politiker (DNVP), Danziger Volkstagsabgeordneter
- Georg König (Politiker, 1897) (1897–1976), deutscher Landwirt und Politiker (FDP/DVP)
- Georg König (SS-Mitglied) (1911–1999), deutscher SS-Hauptscharführer
- Georg Friedrich König (1781–1848), deutscher Rechtsanwalt und Schriftsteller
- Georg Ludwig König (1766–1849), deutscher Klassischer Philologe
- Georg Matthias von König (1757–1825), deutscher Händler und Politiker
- Georg Otto Dietrich König (Georg Otto Diedrich Koenig; 1783–1856), deutscher Geistlicher, Superintendent und Autor
- Georg Rudolf König (1790–1825), Schweizer Maler
- George Koenig (1911–1999), US-amerikanischer Jazzmusiker
- Gerd König (1930–2009), deutscher Politiker (SED) und Diplomat
- Gerda König (* 1966), deutsche Tänzerin und Choreografin
- Gerhard König (Theaterregisseur), deutscher Theaterregisseur
- Gerhard König (Schauspieler) (* 1957), österreichischer Schauspieler
- Gerhard Koenig (Filmemacher), österreichischer Filmregisseur, Kameramann, Drehbuchautor und Produzent
- Gerhard König (Bildhauer), deutscher Bildhauer
- Gert König (1934–2021), deutscher Bauingenieur und Hochschullehrer
- Götz von König (1849–1934), deutscher General der Kavallerie
- Gottfried Michael Koenig (1926–2021), deutscher Komponist
- Gottlob König (1779–1849), deutscher Forstwissenschaftler
- Grégory Koenig (* 1978), französischer Fechter
- Gudrun M. König (* 1956), deutsche Kulturwissenschaftlerin
- Günter König (Schauspieler) (1926–1998), deutscher Schauspieler
- Günter König (Politiker) (1933–2015), deutscher Politiker (SPD), Bezirksbürgermeister von Berlin-Kreuzberg
- Günther König (1920–1991), deutscher Illustrator
- Günther Koenig (Diplomat) (1940–2022), deutscher Diplomat
- Gunda König (* 1945), österreichische Schauspielerin und Sängerin
- Gustav König (Maler) (1808–1869), deutscher Maler
- Gustav von König (auch Gustav von Koenig; 1812–1885), deutscher Jurist und Politiker
- Gustav von König (General) (1825–1909), österreichischer Feldzeugmeister
- Gustav König (Architekt) (1853–1926), deutscher Architekt
- Gustav König (Politiker) (1863–1934), Schweizer Politiker
- Gustav König (Dirigent) (1910–2005), deutscher Dirigent
- Gustav Adolf König (1890–1963), deutscher Landrat

### H
- Hannes König (1908–1989), deutscher Maler und Zeichner und Kunstmanager in München
- Hanns König (Schauspieler) (1892–1956), deutscher Schauspieler und Regisseur
- Hanns König (SA-Mitglied) (1904–1939), deutscher SA-Oberführer und Politiker, MdR
- Hanns König (Kameramann) (1915–??), österreichischer Kameramann
- Hans König (Fotograf, 1878) (1878–1967), auch Johann Gottfried König, Schweizer Fotograf
- Hans König (Physiker, 1904) (1904–1988), Schweizer Physiker und Hochschullehrer
- Hans König (Fotograf, 1906) (1906–1986), Schweizer Fotograf
- Hans König (Physiker, 1910) (1910–2002), deutscher Physiker und Hochschullehrer
- Hans König (Bildhauer) (1913–2005), deutscher Bildhauer
- Hans König (Politiker, 1916) (1916–1999), deutscher Politiker (SPD), MdL Rheinland-Pfalz
- Hans König (Mediziner) (1923–2001), Schweizer Pathologe und Hochschullehrer
- Hans König (Schriftsteller) (1925–2007), deutscher Schriftsteller
- Hans König (Biathlet), deutscher Biathlet
- Hans König (Bürgermeister) (1936–2017), deutscher Bürgermeister (Gaildorf)
- Hans König (Politiker, 1947) (1947–2024), österreichischer Politiker (SPÖ), Wiener Landtagsabgeordneter
- Hans-Dieter König (* 1950), deutscher Soziologe, Sozialpsychologe und Hochschullehrer
- Hans Günter König (auch H. G. König; 1925–2007), deutscher Kunstdidaktiker und Maler
- Hans H. König (Hans Heinz König; 1912–2003), deutscher Drehbuchautor, Produzent und Filmregisseur
- Hans-Joachim König (* 1941), deutscher Historiker und Hochschullehrer
- Hans-Jörg König (* 1942), deutscher Pädagoge
- Hansjörg König (* 1959), deutscher Politiker
- Hans Konrad König (1923–2016), deutscher Beamter, Kunstsammler und Mäzen
- Hans-Peter König, deutscher Opernsänger (Bass)
- Hans Walter König (1921–2009), deutscher Kommunalpolitiker (CDU)
- Hans Wilhelm König (1912–1991), deutscher Arzt und SS-Führer
- Hartmut König (* 1947), deutscher Journalist, Liedermacher und Funktionär in der DDR
- Hartmut König (Pädagoge) (* 1939), deutscher Pädagoge und Romanautor
- Harmut König (Germanist) (* 1939), deutscher Handke-Forscher
- Hartmut König (Historiker) (* 1941), deutscher Bismarck-Forscher
- Hartmut König (Informatiker) (* 1950), deutscher Informatiker und Sachbuchautor
- Hartwig König (* 1963), deutscher Filmproduzent
- Hein König (1891–1971), deutscher Maler
- Heinrich König (Widerstandskämpfer) (1886–1943), deutscher Kommunalpolitiker (SPD) und Widerstandskämpfer
- Heinrich König (Unternehmer) (1889–1966), deutscher Unternehmer und Autor
- Heinrich König (Sänger) (1890–nach 1953), deutscher Sänger (Bariton) und Hochschullehrer
- Heinrich König (1896–1983), Schweizer Bildhauer, siehe Henri König
- Heinrich König (Kaufmann) (1899–nach 1970), deutscher Kaufmann, Unternehmer und Verbandsfunktionär
- Heinrich König (Priester) (1900–1942), deutscher Priester
- Heinrich König (Verwaltungsjurist) (1904–1978), deutscher Landrat
- Heinrich Johann Otto König (1748–1820), deutscher Rechtswissenschaftler und Hochschullehrer
- Heinrich Josef König (1790–1869), deutscher Schriftsteller und Kulturhistoriker
- Heinrich Justus König (1862–1936), deutscher Maler
- Heinz König (Schriftgestalter) (1856–1937), deutscher Buchdrucker und Schriftgestalter
- Heinz König (Gitarrist) (1924–2007), deutscher Gitarrist, Komponist und Pädagoge
- Heinz König (Ökonom) (1927–2002), deutscher Ökonom
- Heinz König (Mathematiker) (1929–2024), deutscher Mathematiker
- Helga König (1942–2018), deutsche Schauspielerin, siehe Helga Bender
- Helga König (Autorin) (* 1961), österreichische Schneiderin und Autorin
- Helmut König (Pädagoge) (1920–2005), deutscher Pädagoge und Hochschullehrer
- Helmut König (Journalist) (* 1923), deutscher Journalist und Autor
- Helmut König (Mathematiker) (* 1929), deutscher Mathematiker und Fachdidaktiker
- Helmut König (Musikherausgeber) (1930–2021), deutscher Musikherausgeber und Liedermacher
- Helmut König (Medailleur) (1934–2017), deutscher Stempelschneider und Medailleur in Zella-Mehlis, Thüringen
- Helmut König (Politikwissenschaftler) (* 1950), deutscher Politikwissenschaftler
- Helmut König (Fußballspieler, 1956) (* 1956), österreichischer Fußballspieler und -trainer
- Helmut König (Fußballspieler, 1986) (* 1986), österreichischer Fußballspieler
- Henri König (1896–1983), Schweizer Bildhauer
- Henry König (1936–2025), deutscher Schauspieler und Synchronsprecher
- Herbert König (Künstler) (1820–1876), deutscher Maler, Zeichner und Illustrator
- Herbert König (Jurist) (1912–1992), Oberbürgermeister von Göppingen
- Herbert König (Politiker) (* 1934), deutscher Politiker (CDU), MdBB
- Herbert König (Regisseur) (1944–1999), deutscher Theaterregisseur und Bühnenbildner
- Herbert W. König (1908–1985), österreichischer Physiker und Elektroingenieur
- Hermann König (Politiker) (1814–1902), deutscher Jurist und Politiker (NLP)
- Hermann Koenig (Musiker) (1818–1857), deutscher Kornett-Virtuose und Komponist
- Hermann Koenig (1883–1961), deutscher Landschaftsgestalter
- Hermann König (Mathematiker, 1892) (1892–1978), deutscher Mathematiker
- Hermann König (Mediziner) (1925–2012), deutscher Zahnarzt
- Hermann König (Mathematiker, 1949) (* 1949), deutscher Mathematiker und Hochschullehrer
- Hermann Oskar König (1907–2001), Schweizer Fotograf
- Hermine König (1893–1942), deutsche Zeugin Jehovas und Opfer des Nationalsozialismus
- Hertha Koenig (1884–1976), deutsche Schriftstellerin, Mäzenin und Kunstsammlerin
- Hildegard König (* 1954), deutsche Patrologin
- Horst E. König (Horst Erich König; * 1940), österreichischer Tiermediziner, Anatom und Hochschullehrer

### I
- Immanuel König (1590–1645), deutscher lutherischer Theologe
- Imre König (1901–1992), multinationaler Schachspieler
- Ingelore König (* 1960), deutsche Filmproduzentin und Autorin
- Ingemar König (* 1938), deutscher Althistoriker
- Inigo Maximilian König (1904–1964), deutscher römisch-katholischer Ordensgeistlicher
- Ingo König (* 1934), deutscher Agrarwissenschaftler
- Ischi von König (eigentlich Ilse von König; 1881–1973), deutsche Malerin

### J
- Jana König, deutsche Filmregisseurin und -editorin
- Jenny König (* 1986), deutsche Schauspielerin
- Jens König (Journalist) (* 1964), deutscher Journalist
- Jens König (Fußballspieler) (* 1965), deutscher Fußballspieler
- Jörg König (1943–1995), deutscher Politiker (SPD)
- Jörn König (* 1967), deutscher Politiker (AfD)
- Johann König (Maler) (1586–1642), deutscher Maler
- Johann König (Orgelbauer) (1639–1691), deutscher Orgelbauer
- Johann König (Turner), österreichischer Kunstturner
- Johann König (Komiker) (* 1972), deutscher Komiker
- Johann König (Fußballspieler) (* 1980), österreichischer Fußballspieler
- Johann König (Galerist) (* 1981), deutscher Galerist
- Johann Balthasar König (1691–1758), deutscher Komponist und Kirchenmusiker
- Johann Baptist König (1808–1875), Abgeordneter im Landtag des Herzogtums Nassau
- Johann Carl König (1705–1753), deutscher Rechtswissenschaftler und Hochschullehrer
- Johann Christoph König (Verleger) (1666–nach 1734), deutscher Verleger
- Johann Christoph König (Philologe) (1754–1812), deutscher Lehrer, Bibliothekar und Philologe
- Johann Christoph König (Unternehmer) (1783–1867), deutscher Fabrikant und Musiker
- Johann Friedrich König (Theologe) (1619–1664), deutscher Theologe und Hochschullehrer
- Johann Friedrich König (Politiker) (1772–1832), deutscher Landwirt und Politiker
- Johann Georg König (1664–1736), Schweizer Reiseschriftsteller
- Johann Gerhard König (1728–1785), deutscher Botaniker und Arzt
- Johann-Günther König (* 1952), deutscher Schriftsteller und Publizist
- Johann Heinrich König (1705–1784), deutscher Holzbildhauer
- Johann Heinrich Christoph König (1777–1867), deutscher Historien-, Porträt- und Landschaftsmaler, Kunstlehrer und Konservator in Breslau
- Johann Ludwig König (1800–1865), deutscher Theologe und Philologe
- Johann Rudolf König (1835–1883), Schweizer Architekt, Fabrikant und Besitzer des Leissigbades
- Johann Samuel König (1712–1757), deutscher Mathematiker
- Johann Ulrich von König (1688–1744), deutscher Schriftsteller und Librettist
- Johanna König (Schauspielerin) (1921–2009), deutsche Schauspielerin
- Johanna König (Autorin) (* 1958), österreichische Schriftstellerin
- Johannes König (1486–1534), deutscher Rechtswissenschaftler und Hochschullehrer, siehe Johannes Kingsattler
- Johannes König (Rechtswissenschaftler) (um 1530–1590), deutscher Rechtswissenschaftler
- Johannes König (Politiker, 1777) (1777–1828), deutscher Politiker, MdL Württemberg
- Johannes König (Diplomat) (1903–1966), deutscher Journalist, Politiker (KPD/SED) und Diplomat
- Johannes König (Erziehungswissenschaftler) (* 1974), deutscher Erziehungswissenschaftler und Hochschullehrer
- John Koenig (Szenenbildner) (1910–1963), US-amerikanischer Szenenbildner und Leutnant der US Army
- John-Franklin Koenig (1924–2008), US-amerikanischer Maler und Collagekünstler
- John M. Koenig (* 1958), US-amerikanischer Diplomat
- Jonny König (* 1988), deutscher Schlagzeuger, Musikproduzent
- Josef König (Sänger) (1877–1938), österreichischer Maler, Gesangskomiker und Operettensänger
- Josef König (Politiker, I), deutscher Politiker (Zentrum), MdL Württemberg
- Josef König (Politiker, 1889) (1889–1959), deutscher Funktionär der SED
- Josef König (Philosoph) (1893–1974), deutscher Philosoph
- Josef König (Politiker, 1898) (1898–1973), deutscher Politiker (KPD/SED), MdL Brandenburg
- Josef König (Geistlicher) (1904–1945), deutscher Priester und Märtyrer
- Joseph König (Theologe) (1819–1900), deutscher katholischer Theologe
- Joseph Koenig (Sänger), französischer Opernsänger (Tenor)
- Joseph König (Chemiker) (1843–1930), deutscher Chemiker
- Joseph Koenig (Diplomat) (1907–1997), deutscher Diplomat
- Joseph König (Archivar) (1915–1996), deutscher Archivar
- Josh Andrew Koenig (1968–2010), US-amerikanischer Schauspieler, Filmeditor, Drehbuchautor und Filmregisseur, siehe Andrew Koenig
- Julia König (* 1975), österreichische Kunsthistorikerin
- Julian Koenig (1921–2014), US-amerikanischer Werbetexter
- Julian Koenig (Neurowissenschaftler) (* 1985), deutscher Neurowissenschaftler
- Julian W. Koenig (* 1967), deutscher Theaterschauspieler und Regisseur
- Julie König (Malerin, 1791) (1791–1821), Schweizer Malerin
- Julie König (Malerin, 1839) (1839–1881), Schweizer Malerin und Glasätzerin
- Julius König (Gyula Kőnig; 1849–1913), ungarischer Mathematiker
- Jürgen König (Journalist) (* 1959), deutscher Journalist
- Jürgen König (* 1966), österreichischer Boxer

### K
- Karin König (* 1946), deutsche Sozialwissenschaftlerin
- Karl König (Botaniker) (1804–1888), deutscher Botaniker und Pfarrer
- Karl König (Chemiker) (1838–1885), deutscher Chemiker
- Karl König (Architekt) (1841–1915), österreichischer Architekt
- Karl König (Theologe) (1868–1948), deutscher Theologe und Pfarrer
- Karl König (Heilpädagoge) (1902–1966), österreichischer Heilpädagoge
- Karl König (Politiker) (1910–1979), deutscher Politiker (SPD) und Wirtschaftswissenschaftler
- Karl König (Psychoanalytiker) (1931–2018), deutscher Psychoanalytiker
- Karl König (* 1967), deutscher Musiker, siehe Lotto King Karl
- Karl-Christian König (* 1983), deutscher Radrennfahrer
- Karl Dietrich Eberhard König (1774–1851), deutsch-britischer Naturforscher, siehe Charles König
- Karl-Friedrich König (* 1982), deutscher Filmregisseur und -produzent, siehe Tilman und Karl-Friedrich König
- Karl Gustav König (1828–1892), Schweizer Jurist und Politiker
- Karl-Hans König (* 1960), deutscher Karatelehrer
- Karl-Heinz König (1920–nach 1979), deutscher Schauspieler
- Karl-Otto König (* 1955), deutscher Diplomat
- Karla König (1889–1963), deutsche Journalistin, Schriftstellerin und Kulturfunktionärin
- Karsten König (* 1960), deutscher Biophysiker
- Kasper König (1943–2024), deutscher Kunsthistoriker und -kurator
- Käte Jöken-König (1898–1968), deutsche Schauspielerin, Sängerin und Hörspielsprecherin
- Katharina König-Preuss (* 1978), deutsche Politikerin
- Kerim König (* 1977), deutscher Filmkomponist
- Kerstin König (* 1990), deutsche Schauspielerin
- Klaus König (Rechtswissenschaftler) (* 1934), deutscher Rechtswissenschaftler
- Klaus König (Sänger) (1934–2025), deutscher Opernsänger
- Klaus König (Kameramann) (1935–2020), deutscher Kameramann und Regisseur
- Klaus Koenig (Pianist) (* 1936), deutscher Jazzpianist und Tonmeister
- Klaus König (Posaunist) (* 1959), deutscher Jazzmusiker und Komponist
- Klaus Schmidt-Koenig (1930–2009), deutscher Ornithologe, Verhaltensforscher und Hochschullehrer
- Klaus-Dieter König (1943–2009), deutscher Schauspieler
- Konrad König (* 1961), österreichischer Boxer
- Kurt König (Spion) († 1953), deutscher Händler und hingerichteter Spion
- Kurt König (Wirtschaftswissenschaftler) (1921–2014), deutscher Wirtschafts- und Politikwissenschaftler
- Kurt König (Rennfahrer) (* 1954), deutscher Automobilrennfahrer
- Kurt König (Leichtathlet) (* 1957), deutscher Bergläufer und Berater

### L
- Laird Koenig (1927–2023), US-amerikanischer Schriftsteller und Drehbuchautor
- Lars König (* 1971), deutscher Politiker (CDU)
- Lennart König (* 1996), deutscher Schauspieler
- Leo von König (1871–1944), deutscher Maler
- Leo König (Dramaturg) (1883–nach 1924), deutscher Dramaturg und Regisseur
- Leo König (Brauer) (1924–2018), deutscher Brauer und Unternehmer
- Leo König (Galerist) (auch Koenig; * 1977), deutscher Galerist und Kunsthändler
- Leopold Koenig (1821–1903), deutscher Unternehmer
- Leopold König (* 1987), tschechischer Radsportler
- Lester Koenig (1918–1977), US-amerikanischer Musikproduzent
- Lia Koenig (* 1929), israelische Schauspielerin
- Linda König (* 1998), deutsche Schauspielerin
- Lore König (* um 1940), österreichische Badmintonspielerin
- Lothar König (Jesuit) (1906–1946), deutscher Ordensgeistlicher, Theologe und Widerstandskämpfer
- Lothar König (Politiker) (* 1944), deutscher Politiker (CDU, REP)
- Lothar König (Pfarrer) (1954–2024), deutscher evangelischer Pfarrer
- Lotta König (* 1983/1984), deutsche Fremdsprachendidaktikerin und Hochschullehrerin
- Louis König (1837–1912), deutscher Schuhfabrikant, Kommerzienrat und Kommunalpolitiker
- Ludwig König (Verleger) (1572–1641), Schweizer Verleger
- Ludwig König (Jurist) (1863–??), deutscher Jurist und Staatsanwalt
- Ludwig König (Unternehmer, 1870) (1870–1937), deutscher Fabrikant
- Ludwig König (Designer) (1891–1974), deutscher Keramiker und Designer
- Ludwig König (Politiker) (1901–1970), deutscher Gärtner und Politiker
- Ludwig König (Journalist), deutscher Journalist
- Ludwig König (Unternehmer, 1944) (1944–2016), deutscher Unternehmer und Heimatforscher
- Ludwig von Manger-Koenig (1919–1983), deutscher Sozialhygieniker und Politiker
- Lukas König (* 1988), österreichischer Jazz- und Improvisationsmusiker

### M
- Malte König (* 1973), deutscher Historiker
- Manfred König (Grafiker) (1934–1994), deutscher Werbegrafiker
- Manfred König (Verwaltungsjurist) (1935–2019), deutscher Verwaltungsjurist
- Mareike König (* 1970), deutsche Historikerin
- Marianne König (* 1954), deutsche Politikerin (Die Linke)
- Marco König (* 1995), deutscher Radrennfahrer
- Marcus König (* 1980), deutscher Kommunalpolitiker (CSU)
- Maria Amalia König († 1757), Geschäftsfrau
- Marie E. P. König (1899–1988), deutsche Prähistorikerin und Höhlenforscherin
- Mario König (1947–2019), Schweizer Historiker
- Markus König (* 1971), deutscher Diplom-Bauingenieur und Hochschulprofessor
- Matthias König (Bischof) (* 1959), deutscher Weihbischof
- Matthias Koenig (* 1971), deutscher Soziologe
- Matthias König (Radballspieler) (* 1981), deutscher Radballspieler
- Max König (Politiker, 1854) (1854–1921), deutscher Politiker
- Max König (Politiker, April 1868) (1868–1946), deutscher Gewerkschafter, Verbandsfunktionär und Politiker (USPD/KPD), MdL Preußen
- Max König (Politiker, Mai 1868) (1868–1941), deutscher Politiker (SPD), MdR
- Max König (Brauereibesitzer) (1894–1983), deutscher Brauereibesitzer
- Max König (Diplomat) (1910–1997), Schweizer Diplomat
- Max König (Mediziner) (Max Pierre König; 1925–1989), Schweizer Internist und Hochschullehrer
- Max König (Fußballspieler) (1928–2016), deutscher Fußballspieler
- Max König (Schriftsteller), deutscher Schriftsteller
- Max König (Schauspieler) (* 1988), deutscher Schauspieler
- Maximilian König (* 2005), deutscher Volleyballspieler
- Michael König (Jurist), deutscher Jurist, Mitglied der Fruchtbringenden Gesellschaft
- Michael König (Schauspieler) (* 1947), deutscher Schauspieler
- Michael Koenig (Germanist) (* 1949), deutscher Germanist und Autor
- Michael König (Physiker) (* 1957), deutscher Physiker und Autor
- Michael König (Sänger, Bass) (* 1960), deutscher Sänger (Bass)
- Michael König (Sänger, Tenor) (* um 1969), deutsch-kanadischer Sänger (Tenor)
- Michael König (Moderator) (* 1973), österreichischer Hörfunkmoderator
- Michael König (Fußballspieler) (* 1974), deutscher Fußballspieler
- Minna König-Lorinser (1849–1893), österreichische Malerin
- Miroslav König (* 1972), slowakisch-deutscher Fußballspieler und -trainer

### N
- Nicolas König (* 1968), deutscher Schauspieler
- Norbert König (* 1958), deutscher Moderator

### O
- Oliver Koenig (* 1981), deutscher Leichtathlet
- Oliver König (* 2002), tschechischer Motorradrennfahrer
- Otto König (Politiker) (1821–1893), deutscher Jurist und Politiker
- Otto König (Bildhauer) (1838–1920), deutscher Bildhauer
- Otto König (Schauspieler) (1862–1946), deutscher Schauspieler und Schauspiellehrer
- Otto König (Schriftsteller) (1882–1932), österreichischer Schriftsteller, Lyriker und Redakteur
- Otto Koenig (Verhaltensforscher) (1914–1992), österreichischer Verhaltensforscher, Tierfilmer und Schriftsteller
- Otto König (Chemiker) (1929–1990), deutscher Chemiker und Manager
- Otto König (Gewerkschafter) (1945–2023), deutscher Gewerkschaftsfunktionär (IG Metall)
- Otto F. König (1885–1955), Schweizer Kaufmann, Wirtschaftsmanager und Verbandsfunktionär
- Otto Martin Julius Koenig (1881–1955), österreichischer Pädagoge, Wissenschaftler und Schriftsteller
- Ove König (1950–2020), schwedischer Eisschnellläufer

### P
- Paul König (Musiker) (?–1912), deutscher Querflötist
- Paul König (Kapitän) (1867–1933), deutscher Marineoffizier
- Paul Koenig (1881–1954), deutscher Apotheker und Agrarwissenschaftler
- Paul König (Maler) (1932–2015), deutscher Maler, Grafiker und Hochschullehrer
- Paul König (Autor) (1933–2024), Schweizer Schriftsteller
- Paul Theodor König (1872–vor 1927), deutscher Maler
- Pauline König (1868–1938), deutsche Heimatdichterin
- Peter König (Maler) (* 1937), Schweizer Maler, Grafiker und Designer
- Peter König (Wirtschaftswissenschaftler), Schweizer Wirtschaftswissenschaftler und Bankmanager
- Peter König (Kunsthistoriker) (* 1943), österreichischer Kunsthistoriker und Denkmalpfleger
- Peter König (Mediziner) (1944–2023), österreichischer Psychiater
- Peter Koenig (* 1947), britischer Geldexperte
- Peter König (Zeichner) (* 1953), deutscher Zeichner
- Peter König (Philosoph) (* 1956), deutscher Philosoph und Hochschullehrer
- Peter König (Richter) (* 1956), deutscher Rechtswissenschaftler und Richter am Bundesgerichtshof
- Peter König (Illustrator) (* 1959), deutscher Eisenbahner und Illustrator
- Peter König (Motorbootrennfahrer) (* 1969), deutscher Motorbootrennfahrer
- Peter Joseph König (1800–1856), deutscher Architekt
- Peter-Michael Koenig (1935–2007), deutscher Politiker (CDU)
- Peter-Robert König (* 1959), Schweizer Journalist und Sachbuchautor
- Philipp König (Orgelbauer) (1781–1852), österreichischer Orgelbauer
- Philipp König (Politiker) (* im 19. Jahrhundert; † 1899), deutscher Politiker
- Phillip König (* 2000), deutscher Fußballspieler
- Pia König (* 1993), österreichische Tennisspielerin
- Pierre Kœnig (1898–1970), französischer General
- Pierre Koenig (1925–2004), US-amerikanischer Architekt

### R
- Rainer König (Fotograf) (1926–2017), deutscher Fotograf
- Rainer König (Schauspieler) (* 1953), deutscher Schauspieler und Pantomime
- Rainer König (Verkehrswissenschaftler) (* 1958), deutscher Verkehrswissenschaftler und Hochschullehrer
- Ralf König (* 1960), deutscher Comiczeichner und Comicautor
- Raphael König (* 2004), österreichischer Handballspieler
- Regina König, deutsche Rennrodlerin
- Reinhard König (Jurist) (1583–1658), deutscher Jurist, Historiker, Professor für Politik und Geschichte
- Reinhard König (Architekt) (Reinhard Koenig; * 1976), deutscher Architekt, Ingenieur und Sachbuchautor
- Reinhard von Koenig-Fachsenfeld (1899–1992), deutscher Rennfahrer, Ingenieur, Sportler
- Reinhold König (Bildhauer) (1857–1923), deutscher Bildhauer
- Reinhold König (Leichtathlet) (* 1951), deutscher Kugelstoßer
- Reinhold König (Fußballspieler) (* 1967), deutscher Fußballspieler
- Reinhold Hermann Michael König (1862–1921), deutscher Redakteur und Sammler
- Renate König (Kunstsammlerin) (1928–2024), deutsche Unternehmerin, Kunstsammlerin und Mäzenin
- Renate von König, deutsche Rechtspflegerin, Dozentin und Autorin
- Renate König-Schalinski (1942–2011), deutsche Malerin, Bildhauerin und Emailleurin
- René König (1906–1992), deutscher Soziologe
- René König (Biathlet) (* 1972), deutscher Biathlet
- Richard König (Bildhauer) (1863–1937), deutscher Bildhauer
- Richard König (Politiker) (1890–1949), Schweizer Politiker
- Richard König (Filmproduzent) (1900–1961), deutscher Filmproduzent
- Richard von König-Warthausen (1830–1911), deutscher Naturforscher
- Rita König (* 1977), rumänisch-deutsche Florettfechterin
- Robert Koenig (Schriftsteller) (1828–1900), deutscher Lehrer, Schriftsteller und Zeitschriftenredakteur
- Robert König (Mathematiker) (1885–1979), österreichischer Mathematiker
- Robert König (Psychologe) (1936–2016), deutscher Psychologe
- Robert Koenig (Bildhauer) (* 1951), englischer Bildhauer
- Robert T. König, Schweizer Mathematiker, seit 2015 Professor an der TU München
- Robbie Koenig (* 1971), südafrikanischer Tennisspieler
- Robin König, deutscher Naturschützer und Medienschaffender, siehe Robinga Schnögelrögel
- Roderich König (1911–1997), deutscher Chemiker
- Rolf König (Maler) (* 1939), deutscher Maler
- Rolf König (Wirtschaftswissenschaftler) (* 1956), deutscher Wirtschaftswissenschaftler und Hochschullehrer
- Rolf-Peter König (* 1945), deutscher Lehrer, Maler, Grafiker und Bildhauer
- Ronny König (* 1983), deutscher Fußballspieler
- Rüdiger König (* 1957), deutscher Diplomat
- Rudolf König (Unternehmer) (1841–1909), deutscher Unternehmer und Firmengründer
- Rudolf König (Astronom) (1865–1927), österreichischer Astronom
- Rudolf König (Eishockeyspieler) (* 1957), österreichischer Eishockeyspieler
- Rudolph Koenig (1832–1901), deutscher Akustiker
- Rupert König (* 1937), österreichischer Boxer

### S
- Samina König (* 1997), deutsche Synchronsprecherin und Webvideoproduzentin
- Samuel König (Theologe) (1671–1750), Schweizer reformierter Theologe und Hochschullehrer
- Samuel S. Koenig (1872–1955), US-amerikanischer Jurist und Politiker
- Sandra König (Architektin) (* 1970), Schweizer Architektin
- Sandra König (* 1975), österreichische Moderatorin
- Sarah Koenig (* 1969), US-amerikanische Journalistin und Moderatorin
- Schulamit König (* 1930), israelische Menschenrechtlerin
- Sebastian König (Schauspieler, 1981) (* 1981), deutscher Schauspieler
- Sebastian König (Schauspieler, 1984) (* 1984), deutscher Fernsehmoderator und Schauspieler
- Siegfried König (Skisportler), deutscher Skispringer und Skilangläufer
- Siegfried König (Bergsteiger), deutscher Bergsteiger
- Siegfried König (* 1943), deutscher Leichtathlet und Politiker (CDU)
- Simon König (* 1985), österreichischer Radballspieler
- Sonja König (* 1972), deutsche Archäologin
- Sophie König (1854–1943), deutsche Sängerin und Schauspielerin
- Stefan König (Schriftsteller) (* 1959), deutscher Autor
- Stefan König (Leichtathlet) (* 1966), deutscher Speerwerfer
- Stefan König (Journalist) (* 1974), deutscher Journalist
- Stefan König (Schauspieler) (* 1985), deutscher Schauspieler
- Steffen König (* 1961), deutscher Mathematiker
- Stephan König (Musiker) (* 1963), deutscher Musiker und Komponist
- Stephan König (Verwaltungsjurist) (* 1977), deutscher Verwaltungsjurist und politischer Beamter (CDU)
- Stephan A. König (* 1960), deutscher Mediziner und Hochschullehrer
- Stephanie Koenig (* 1987), US-amerikanische Schauspielerin
- Susann König (* 1987), deutsche Biathletin
- Susanne König (* 1974), rumänisch-deutsche Säbelfechterin
- Sven Koenig (* 1964), deutscher Wissenschaftler
- Swen König (* 1985), Schweizer Fußballtorwart

### T
- Tanja König (* 1970), deutsche Leichtathletin
- Tanya König (* 1987), Schweizer Journalistin und Moderatorin
- Thadäus König (* 1982), deutscher Politiker (CDU), MdL
- Theodor König (1825–1891), deutscher Brauereiunternehmer
- Thomas König (Politikwissenschaftler) (* 1961), deutscher Politikwissenschaftler
- Thomas König (Handballtrainer) (* 1963), deutscher Handballspieler und -trainer
- Thomas König (Sportmoderator) (* 1964), österreichischer Sportmoderator
- Thomas König (Leichtathlet) (* 1965), deutscher Ultramarathonläufer
- Thomas König (Skirennläufer) (* 1990), österreichischer Skirennläufer
- Tilman König (* 1979), deutscher Filmregisseur und -produzent, siehe Tilman und Karl-Friedrich König
- Tomke König (* 1966), deutsche Soziologin
- Traugott König (1934–1991), deutscher Übersetzer

### U
- Uli König (* 1981), deutscher Politiker (Piratenpartei)
- Ulrich König (* 1949), deutscher Drehbuchautor und Regisseur
- Uta König von Borstel (* vor 1982), Agrarwissenschaftlerin, Pferdewissenschaftlerin und Hochschullehrerin für Tierhaltung und Haltungsbiologie
- Ute König (* 1960), deutsche Diplomatin

### V
- Valentin König († 1736), polnisch-deutscher Steuerinspektor und Historiker
- Veit König (* 1974), Hörspielautor
- Viola König (* 1952), deutsche Ethnologin und Hochschullehrerin
- Vivien König (* 1998), deutsche Schauspielerin
- Vroni König-Salmi (* 1969), Schweizer Orientierungsläuferin

### W
- Walfried König (* 1938), deutscher Ministerialbeamter
- Walter König (Physiker) (1859–1936), deutscher Physiker
- Walter König (Chemiker) (1878–1964), deutscher Chemiker
- Walter König (Tiermediziner) (1891–1971), deutscher Tiermediziner
- Walter König (Politiker, 1893) (1893–1977), deutscher Politiker (LDP, NDPD)
- Walter König (Förster) (1898–1961), deutscher Förster und Forstwissenschaftler
- Walter König (Politiker, Januar 1908) (1908–1985), Schweizer Politiker (LdU)
- Walter König (Politiker, April 1908) (1908–2003), Schweizer Politiker (SP)
- Walter Koenig (* 1936), US-amerikanischer Schauspieler und Regisseur
- Walter König (Eishockeyspieler) (* 1944), österreichischer Eishockeyspieler
- Walther Koenig (Politiker) (1860–1922), deutscher Jurist und Landrat
- Walther König (Buchhändler) (* 1939), deutscher Buchhändler und Verleger
- Wendy Koenig (Wendy Koenig-Knudson; * 1955), US-amerikanische Mittelstreckenläuferin
- Werner König (Musikwissenschaftler) (1931–2018), deutscher Musikwissenschaftler
- Werner König (Linguist) (* 1943), deutscher Sprachwissenschaftler
- Werner Koenig (1963–2000), deutscher Filmproduzent
- Werner Meyer-König (1912–2002), deutscher Mathematiker
- Wilfried König (Ingenieur) (1928–2001), deutscher Maschinenbauingenieur und Hochschullehrer
- Wilfried König (Chemiker) (1939–2004), deutscher Chemiker
- Wilhelm Koenig (1826–1894), deutscher Erfinder
- Wilhelm von König (1833–1904), deutscher Politiker, Landrat und Polizeipräsident
- Wilhelm König (Autor) (1834–1891), Schweizer Beamter, Autor und Journalist in Berndeutsch
- Wilhelm König (Archäologe), österreichischer Archäologe (Irak)
- Wilhelm König (Politiker, 1884) (1884–1945), deutscher Politiker (SPD/KPD), Gewerkschafter, MdL Preußen
- Wilhelm Koenig (Politiker) (1902–1972), deutscher Politiker (LDP), MdL Thüringen
- Wilhelm König (Politiker, 1810) (1810–1857), deutscher Kaufmann und Abgeordneter
- Wilhelm König (Jurist) (1905–1984), deutscher Bundesrichter am Bundesarbeitsgericht
- Wilhelm König von Königshofen (1822–1891), württembergischer Landtagsabgeordneter
- Wilhelm von König-Warthausen (1793–1879), württembergischer Soldat und Politiker
- Wilhelm H. König (1906–1978), deutscher Schauspieler
- Wilhelm Karl König (* 1935), deutscher Autor
- Willi König (Meteorologe) (1884–1955), deutscher Meteorologe
- Willi König (Politiker) (1907–1983), deutscher Politiker (KPD, SED), MdL Sachsen-Anhalt
- William Koenig (* 1956), US-amerikanischer Geistlicher, römisch-katholischer Bischof von Wilmington
- Willy Koenig (1899–1982), Schweizer Jurist und Versicherungsrechtler
- Winfried König (1932–2015), römisch-katholischer Geistlicher
- Wolf Koenig (1927–2014), kanadischer Filmemacher
- Wolfgang König (Ethnologe) (1925–1979), deutscher Ethnologe
- Wolfgang König (Mediziner) (* 1943), deutscher Mediziner
- Wolfgang König (Musiker) (* 1947), deutscher Musiker
- Wolfgang König (Historiker) (1949–2025), deutscher Technikhistoriker
- Wolfgang Koenig (* 1949), deutscher Kardiologe
- Wolfgang König (Wirtschaftsinformatiker) (* 1951), deutscher Wirtschaftsinformatiker und Hochschullehrer
- Wolfgang König (Politiker), deutscher Politiker (CDU)
- Wolfgang König (Mathematiker) (* 1965), deutscher Mathematiker und Hochschullehrer
- Wolfgang Mayer König (* 1946), österreichischer Autor
- Wolfram König (* 1958), deutscher Ingenieur und Politiker (Bündnis 90/Die Grünen)

### Y
- York-Egbert König (* 1949), deutscher Historiker, Autor zur hessischen und thüringischen Regionalgeschichte
- Yvonne Koenig (* 1987), deutsche Motorbootsportlerin